# Теотокопули, Хорхе Мануэль
Хо́рхе Мануэ́ль Теотоко́пули (Гео́ргиос Эммануи́л Теотоко́пулос) (греч. Γεώργιος Εμμανουήλ Θεοτοκόπουλος, исп. Jorge Manuel Theotocópuli; 1578, Толедо, Испания — 1631, Толедо, Испания) — испанский художник и архитектор греческого происхождения. Был единственным сыном иконописца и художника Доменикоса Теотокопулоса, известного как Эль Греко.

## Биография
Своему ремеслу обучился, работая в студии отца.
Около 1603 года участвовал в выполнении заказов на запрестольные образы в Ильескасе, что является его первой документированной работой.
Позже, в 1607 году, начал работать более независимо, создавая алтарные картины в Титульсии, которые, хотя в целом изготовлялись им в стиле своего знаменитого отца, демонстрировали проблески его собственной личности.
После смерти Эль Греко в 1614 году сосредоточился на интересовавшей его архитектуре, работая в основном в эррерианском стиле, подражая Николасу де Вергару эль Моццо и Хуану Баутиста Монегро.
С 1612 по 1618 гг. был вовлечён в завершение строительства здания Casa Consistorial (городской ратуши) в Толедо.
Несколько лет спустя, в 1625 году, Теотокопули стал мастером-строителем (бригадиром каменщиков), скульптором и архитектором Толедского собора, работая над сооружением его Мосарабской капеллы, первоначально спроектированной Энрике Эгасом в 1519 году, и восьмиугольной часовни (Очаво). Также участвовал в нескольких менее серьёзных проектах, таких как проектирование театра комедии под названием «Mesón de la Fruta», который был разрушен в 1870-е годы.

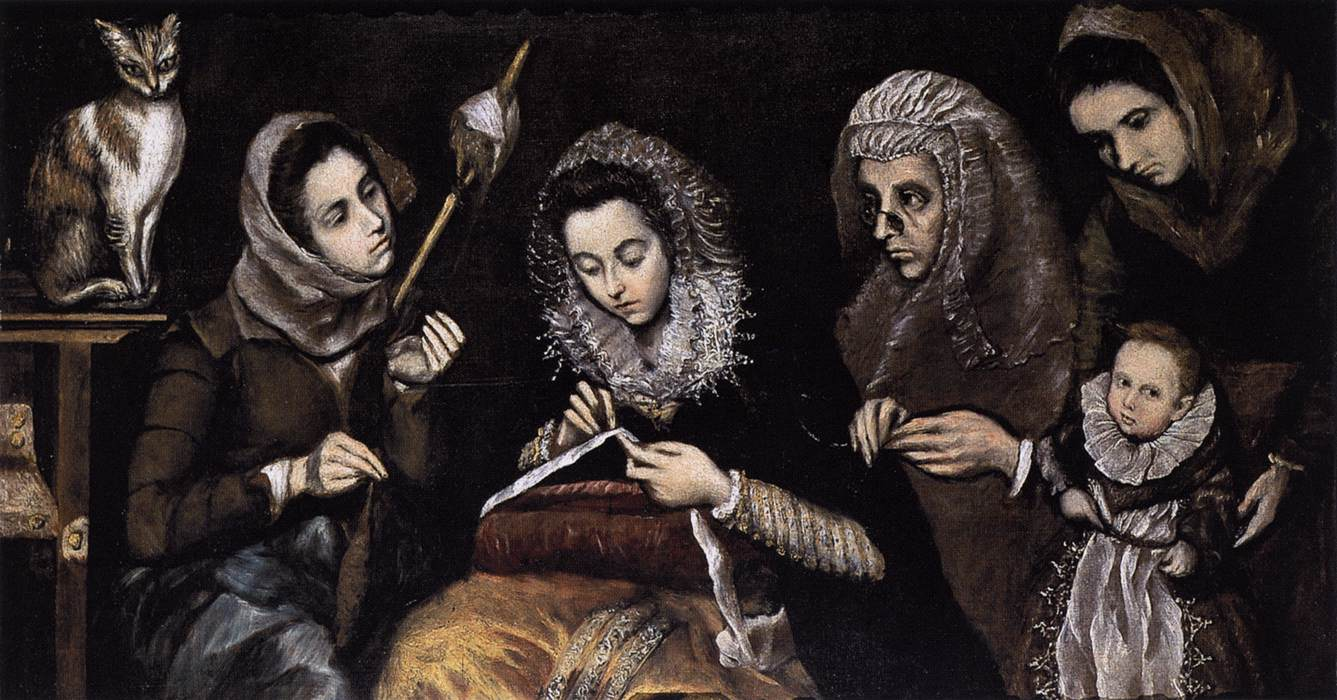
«Семейство Эль Греко» (ок. 1605), Королевская академия изящных искусств Сан-Фернандо, Мадрид, Испания

## Личная жизнь
Был дважды женат.
В конечном счёте Теотокопули настиг финансовый крах из-за разногласий с Госпиталем Тавера, захватившим всё его имущество.